# Шмель спорадикус
Шмель спорадикус (лат. Bombus sporadicus) — насекомое из семейства пчелиных (Apidae), вид рода шмелей (Bombus).

## Распространение
Несмотря на общую малочисленность, ареал шмеля спорадикуса достаточно обширен. На территории России данный вид встречается по всей лесной зоне Европейской части, в Сибири и в Приморье. На Камчатке встречается эндемичный подвид — спорадикус Малеза (лат. B. s. malaisei). За пределами России данный вид обитает в северных районах Монголии.
Типичными местами обитания являются таёжные массивы, где шмель спорадикус считается важным опылителем цветковых растений. Кроме того, эти шмели часто встречаются на лугах, на приморских и горных тундровых участках, на лугах и на опушках березняков, лиственничных и пойменных лесных массивов.

## Описание
Представляет собой достаточно крупного шмеля, покрытого густыми волосками. Переднеспинка и заднеспинка покрыта волосками жёлтого цвета, среднеспинка между основанием крыльев — волосками чёрного цвета, образующими своеобразную перевязь, наличник — волосками бурого цвета, основание брюшка — жёлтыми волосками, а конец брюшка — 5-й тергит — белыми. Спорадикус Малеза имеет несколько иной раскрас: жёлтые волоски на переднеспинке, чёрные — на среднеспинке и заднеспинке, жёлтые — на втором тергите брюшка и белые — за двух задних тергитах брюшка.
Брюшко самок и рабочих особей разделено на шесть тергитов. Коленчатые усики состоят из 12 члеников. Шмель спорадикус имеет жало, аппарат для собирания пыльцы и необходимый для собирания нектара хоботок. Самцы данного вида отличаются дополнительным видимым тергитом брюшка, дополнительным члеником усиков и клешнеобразными гениталиями на месте жала.
Размеры самок спорадикуса достигают 3,2—3,5 сантиметров, рабочие особи на порядок мельче, их размер не превышает 1,7—2 сантиметров. Хоботок по сравнению с другими шмелями достаточно короткий — до 7,5 миллиметров.

## Экология
Особенности поведения и места обитания изучены достаточно слабо. В целом жизненный цикл схож с другими шмелями. Летают они на протяжении всего лета, живут однолетними семьями. Зимуют только оплодотворённые осенью самки. Весной они строят гнёзда, выбирая для этих целей укрытия в траве и мхе. Первую партию потомства самки выкармливают и воспитывают в одиночку. После появления рабочих шмелей о потомстве начинают заботиться они, самка лишь откладывает яйца. Поначалу, весной и в первую половину лета, на свет появляются только рабочие шмели, молодые, способные к размножению самки и самцы спорадикуса начинают рождаться только к концу лета. Самцы шмеля живут не более месяца и погибают после спаривания с самками.
Из цветковых растений предпочитают представителей семейств астровых, ясноткоцветных, кипрейных, бобовых и лютиковых, хотя могут посещать и другие растения. Пыльцу собирают только самки, необходимые для этого органы — так называемые корзиночки, у самцов отсутствуют.
Как и другие шмели, представители этого вида — одни из самых холодостойких насекомых: они способны, быстро и часто сокращая мышцы груди, ускоренно разогреть своё тело до необходимых 30 °C, что позволяет им вылетать рано утром и собирать первый нектар, когда воздух ещё не достаточно прогрелся. С другой стороны, температуры свыше 25—26 °C они не переносят.

## Численность и охранный статус
Точная численность шмеля спорадикуса не известна из-за слабой изученности этого вида. В конце XIX-начале XX веков шмель почти полностью исчез в Поволжье. Численность камчатского подвида — спорадикуса Малеза, составляет в благоприятные годы около 10 особей/м². Основными лимитирующими факторами являются изменение среды обитания и зачастую суровые условия обитания, например, в Мурманской области, где проходит северная граница ареала.
Главным методом охраны является сохранение неизменного вида мест обитания спорадикуса и образование микрозаказников, кроме того, необходимо более тщательно изучить биологию данного вида и проводить мониторинг численности и эколого-просветительские работы, обращая внимание на важную роль шмеля спорадикуса, как опылителя цветковых растений тайги.
Данный вид шмеля занесён в несколько региональных книг России, в том числе: в Красную книгу Мурманской области (охраняется в Кандалакшском заповеднике), Красную книгу Красноярского края, Красную книгу Камчатки (охраняется в Кроноцком государственном биосферном заповеднике), Красную книгу Бурятии, Красную книгу Смоленской области, Красную книгу Нижегородской области, Красную книгу республики Коми и Красную книгу Вологодской области. Также занесён в «Перечень объектов животного мира, нуждающихся в особом внимании к их состоянию в природной среде» (1998 год) и «Приложение 3» к Красной книге России (2001 год). Кроме того, шмель спорадикус был включён в Красную книгу СССР (1984 год).